# Gare de Welkenraedt
La gare de Welkenraedt est une gare ferroviaire belge de la ligne 37, de Liège-Guillemins à Hergenrath (frontière), située à proximité du centre-ville de Welkenraedt, en Région wallonne, dans la province de Liège.
Elle est mise en service en 1843 par l'administration des chemins de fer de l'État belge. C'est une gare de la Société nationale des chemins de fer belges (SNCB) desservie par des trains InterCity (IC), Omnibus (L) et Suburbains (S).

## Situation ferroviaire

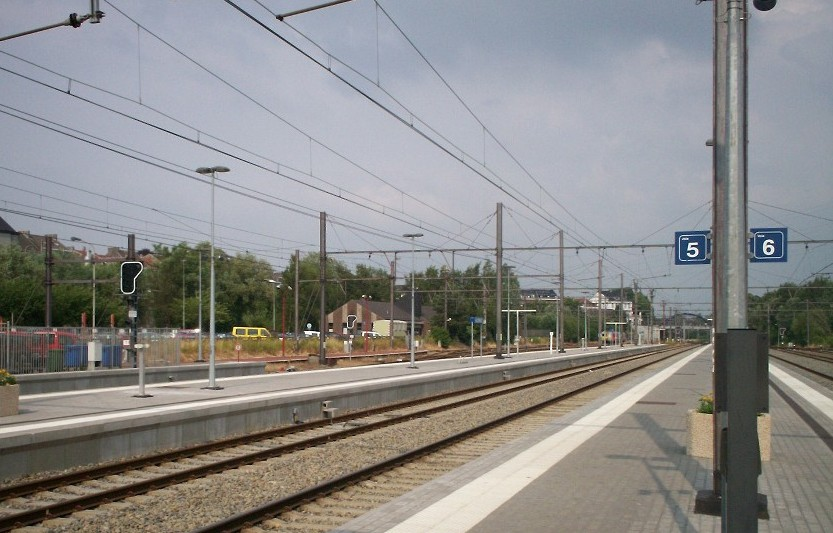
Intérieur de la gare.

Établie à 257 m d'altitude, la gare de bifurcation de Welkenraedt est située au point kilométrique (PK) 37,652 de la ligne 37, de Liège-Guillemins à Hergenrath (frontière), entre les gares ouvertes de Dolhain-Gileppe et de Hergenrath. Elle se situait à l'origine à 200 m de la gare, autrefois allemande, d'Herbesthal. Elle est la gare d'origine de la ligne 39, de Welkenraedt à Montzen (uniquement fret) et de la ligne 49, de Welkenraedt à Eupen courte ligne qui dessert la gare d'Eupen.

## Histoire

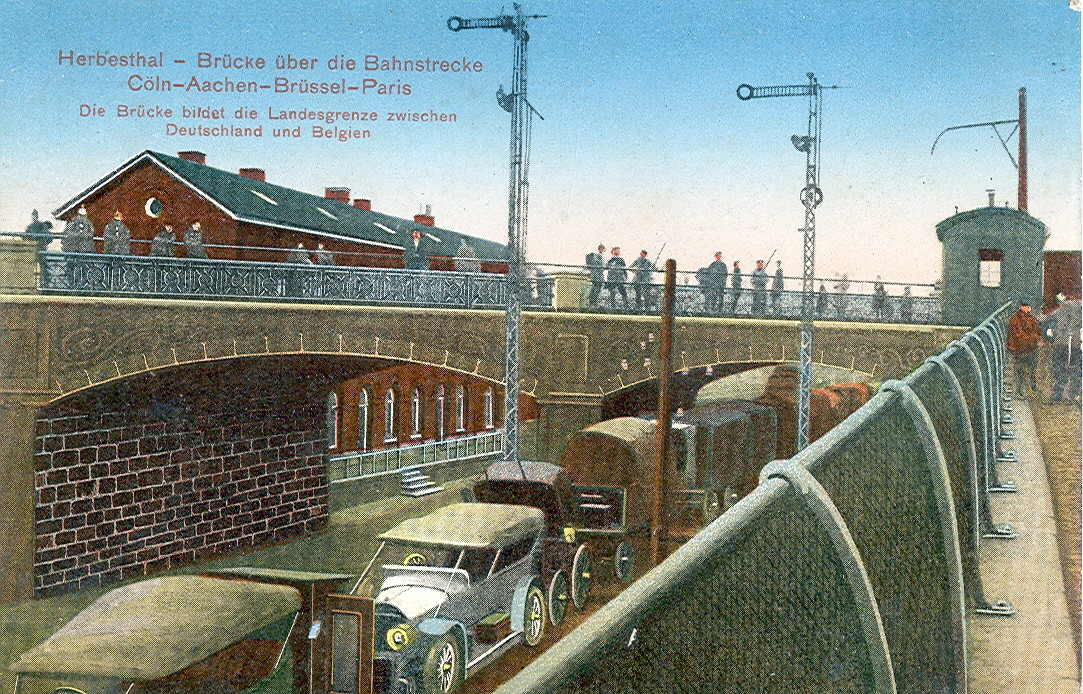
Le pont de la rue Mitoyenne, vu depuis l'Allemagne, et le bâtiment des douanes "vers la Prusse" de la gare de Welkenraedt. Le pont tout comme ce vaste bâtiment de 1862 sauteront en 1940.

Le 24 octobre 1843, l'administration des chemins de fer de l'État belge livre à l'exploitation la section de Verviers-Ouest à Welkenraedt (frontière), de la ligne de l'Est reliant Malines à la frontière allemande et prolongée jusque Cologne par la Compagnie des chemins de fer rhénans. Il n'y a alors pas de gare au hameau de Welkenraedt, puisque la grande gare frontière est celle de Herbesthal alors située à un km sur le territoire de la Prusse ; celle-ci sera dotée d'un monumental bâtiment en 1887.
Les formalités administratives du dédouanement des marchandises à destination de la Prusse rendent nécessaires la construction d'installations du côté belge. Adjugées en 1862, elles consistent en un bâtiment des douanes dit « vers la Prusse », un magasin (entrepôt) pour les marchandises et d'une maison pour le chef de station tandis que des voies sont aménagées le long de la ligne principale. Welkenraedt est alors une gare de dédouanement puis, en 1865, devient une gare de formation. Welkenraedt devient une gare de bifurcation le 7 décembre 1870 lorsque les Chemins de fer de l'État belge inaugurent la ligne Welkenraedt - Plombières via Moresnet et Henri-Chapelle (actuelle ligne 39).
L'ouverture de la gare de Welkenraedt aux voyageurs serait concomitante de l'inauguration de la ligne 39 par la Compagnie de la Jonction belgo-prussienne. Un bâtiment de gare en briques (qui sera démoli dans les années 2010) est érigé près du passage à niveau no 10 vers 1873. Ces travaux dont le coût en 1873 est partagé entre l’État belge (300 000 francs) et la compagnie de la Jonction (120 000 francs) comprennent aussi une remise à locomotives qui aurait été complétée en 1880. De nouveaux faisceaux ont été ajoutés vers 1910 et un atelier des wagons complètent les installations qui s'étendront jusqu'à la rue de Baelen.
Le bâtiment du début des années 1870 devenant insuffisant, le projet de réaménagement des installations prévu pour avoir lieu en 1914 inclut la construction d'un nouveau bâtiment des recettes ainsi que des travaux à la remise et au bâtiment des douanes.
Le rattachement des cantons de l'Est à la Belgique fait passer la gare de Herbesthal en territoire belge. Le bâtiment provisoire est maintenu en place tandis que les installations sont rationalisées en allouant à Herbesthal l'arrêt des trains de voyageurs grandes lignes mais aussi la formation de trains de marchandises dépendant auparavant de Welkenraedt. Le dépôt de locomotives, qui gérait en mai 1920 un total de 50 locomotives pour marchandises type 81 et 9 locomotives de manœuvres type 53, est supprimé pour 1922 tandis que plusieurs faisceaux de voies sont démontés dans les années 1930. Les quatre cabines de signalisation sont remplacées par un seul poste de block en 1930. Répetoriée comme point d'arrêt gardé, Welkenraedt devient le 1er mai 1934 une dépendance de la station de Herbesthal.
Le 10 mai 1940, les troupes du génie font sauter l'ancien pont de la rue mitoyenne ainsi que le bâtiment des douanes de 1862. Après 1945, la répartition des rôles des gares de Welkenraedt et Herbesthal reste initialement la même que durant l'entre-deux-guerres. L'électrification de la ligne 37 en 1965 marque l'abandon des installations emblématiques de Herbesthal, la monumentale gare des voyageurs et le dépôt des locomotives à vapeur où s'effectuait le relai traction.

### Gare de Welkenraedt-Ouest
La bifurcation avec la ligne 39 était originellement arrangée en triangle, permettant aux trains venant de Verviers de bifurquer sans effectuer un tête à queue en gare de Welkenraedt. Situé au passage à niveau de la rue de l'Eglise sur cette courbe désormais disparue, un point d'arrêt appelé Welkenraedt-Ouest ouvre en 1872, ou en 1911 à la hauteur de la maison de garde-barrière. Non-desservi durant la Première Guerre mondiale, il est finalement fermé le 1er février 1923. Cette courbe de raccord est supprimée en 1932, un point d'arrêt cette fois-ci implanté le long de la ligne 37, est ouvert le 3 octobre 1937. Accessible depuis la rue Mermer, il ferme pendant la Seconde Guerre mondiale et est formellement supprimé après une brêve reprise de son exploitation en 1945.

### Les bâtiments de la gare

#### Le premier bâtiment
Le bâtiment des voyageurs, situé 130 m plus à l'ouest, est bâti à proximité du passage à niveau, désormais disparu, à l'extrémité des quais. Fort semblable au bâtiment de la gare de Henri-Chapelle, y compris pour les décorations des pignons, il s'agit d'un modeste bâtiment en briques, sans étage et très étroit, avec un pignon en son centre ; les photographies anciennes montrent un bâtiment de neuf ou dix travées (contre cinq à Henri-Chapelle) et des agrandissements ont pu avoir lieu. Sa disposition correspond aux gares provisoires érigées par les Chemins de fer de l’État belge, dont la plupart furent rapidement remplacées par un bâtiment définitif ; contrairement à la plupart de ces bâtiments, la façade est en briques, sans colombages.

#### XXesiècle
En 1965, lors l'électrification de la ligne, la gare de Herbesthal, qui jouait jusqu'ici un rôle plus important, est supprimée et les services qu'elle abritait sont reportés à Welkenraedt.
À ce moment, la gare de Welkenraedt gagne un second bâtiment provisoire, destiné à l'accueil des voyageurs, tandis que le bâtiment du XIXe siècle est conservé, sans doute comme local de service. Le bâtiment voyageurs construit en 1964/1965 est une structure en bois avec revêtement de PVC.

#### Le bâtiment actuel
C'est seulement en 1998, alors que le service des trains InterCity est entièrement repensé, qu'un bâtiment digne de ce nom est finalement érigé à Welkenraedt.
Très grand par rapport à ses prédécesseurs, il est typique du style des années 1980/1990 et comprend trois niveaux avec une façade faisant appel à des matériaux modernes de teinte grise ou bleu nuit avec des parpaings nus pour les murs extérieurs et intérieurs. La gare voisine d'Eupen, est d'aspect proche mais plus petite.
Le bâtiment en bois des années 1960 a sans doute été démonté lors de l'ouverture de la nouvelle gare de 1998. Entre 2009 et 2013, le bâtiment du XIXe siècle, désaffecté et situé loin de la gare, a été démoli au profit d'un immeuble d'appartements.

## Service des voyageurs

### Accueil
Gare SNCB, elle dispose d'un bâtiment voyageurs, avec guichets, ouvert tous les jours. Elle est équipée d'aménagements, équipements et services pour les personnes à la mobilité réduite.

### Desserte
Welkenraedt est desservie par des trains InterCity (IC), Omnibus (L) et Suburbains (S) de la SNCB qui effectuent des missions sur la ligne commerciale 37.
Welkenraedt comprend trois dessertes cadencées par heure :
- des trains IC-01 reliant Ostende à Eupen ou Welkenraedt ;
- des trains IC-12 reliant Courtrai à Welkenraedt (ne circulant pas les week-ends) ;
- des trains S41 reliant Liège-Saint-Lambert à Aix-la-Chapelle.

Deux fois par jour en semaine, il existe un aller-retour de trains L entre Spa-Géronstère et Welkenraedt.

### Intermodalité
Un parc pour les vélos et un parking pour les véhicules y sont aménagés. Elle est desservie par des bus.

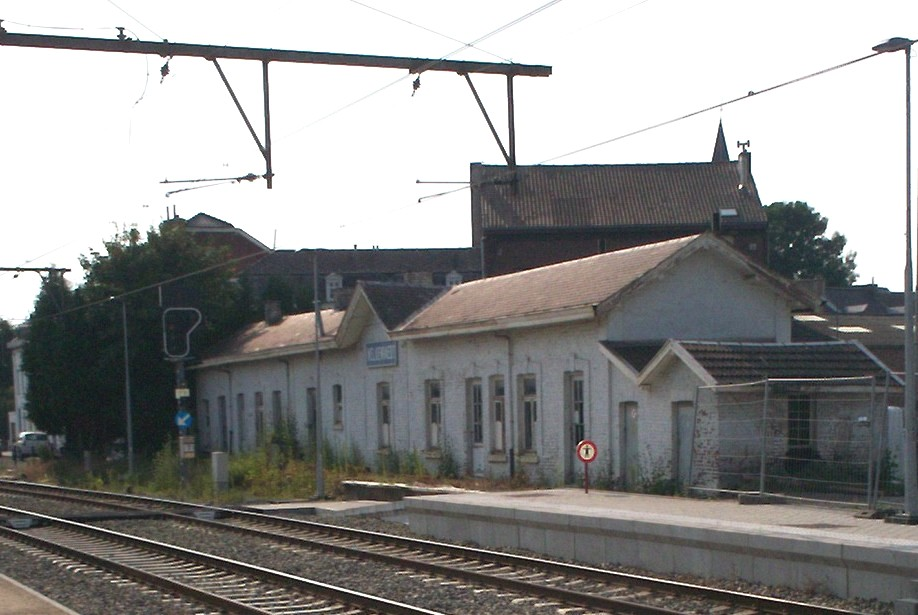
Ancien bâtiment voyageurs du XIXe siècle, désormais démoli.
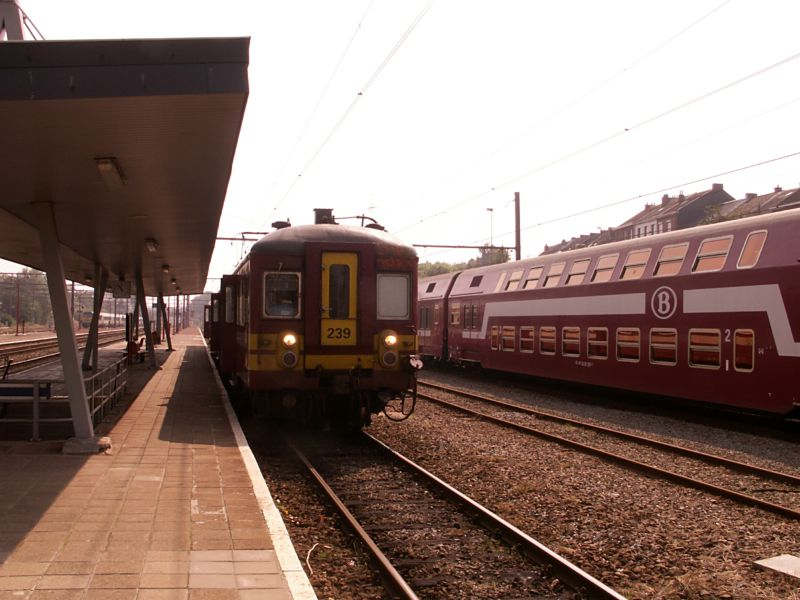
Gare et trains en 2007.
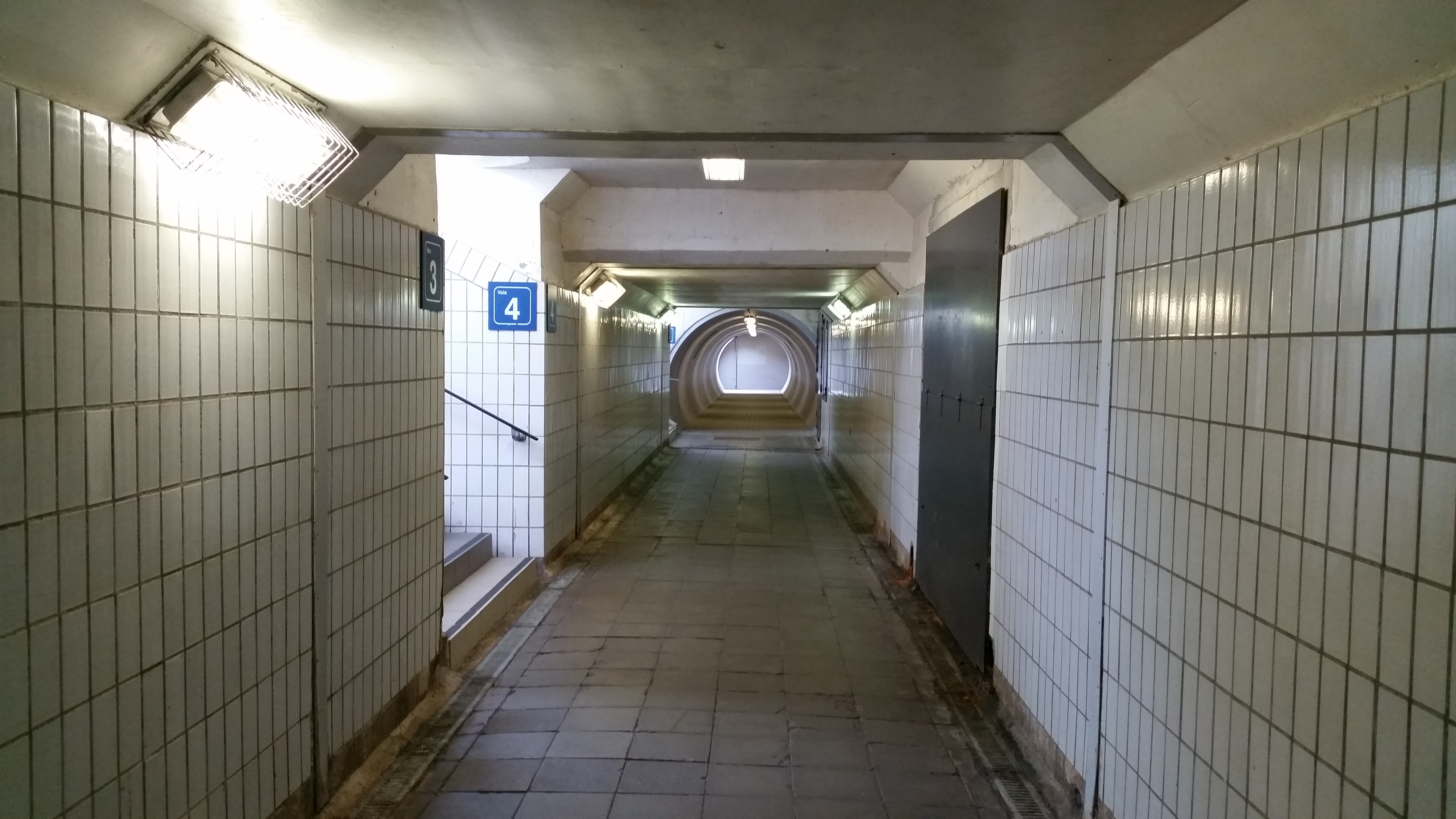
Couloir sous voies.
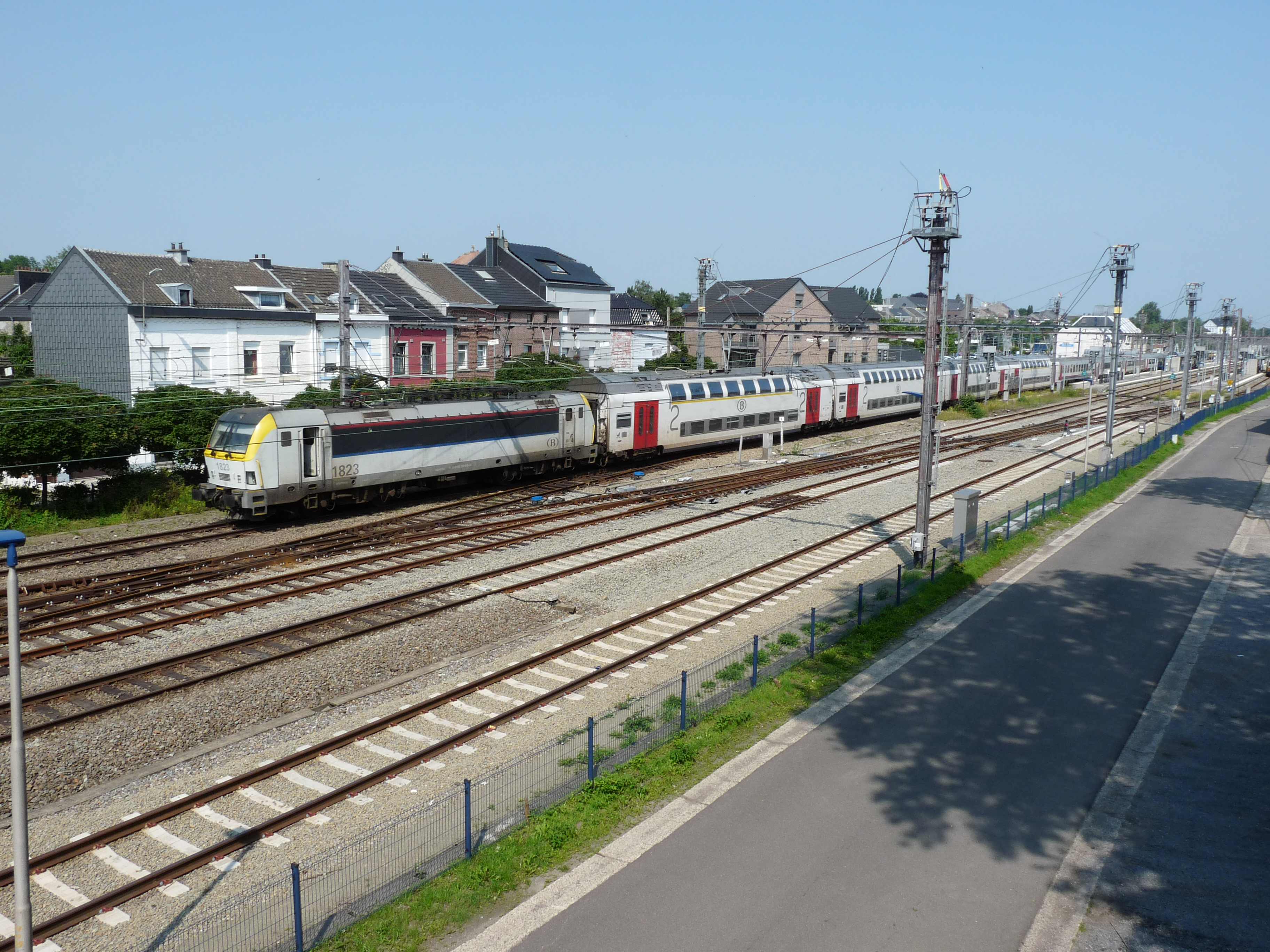
Train pour Ostende.
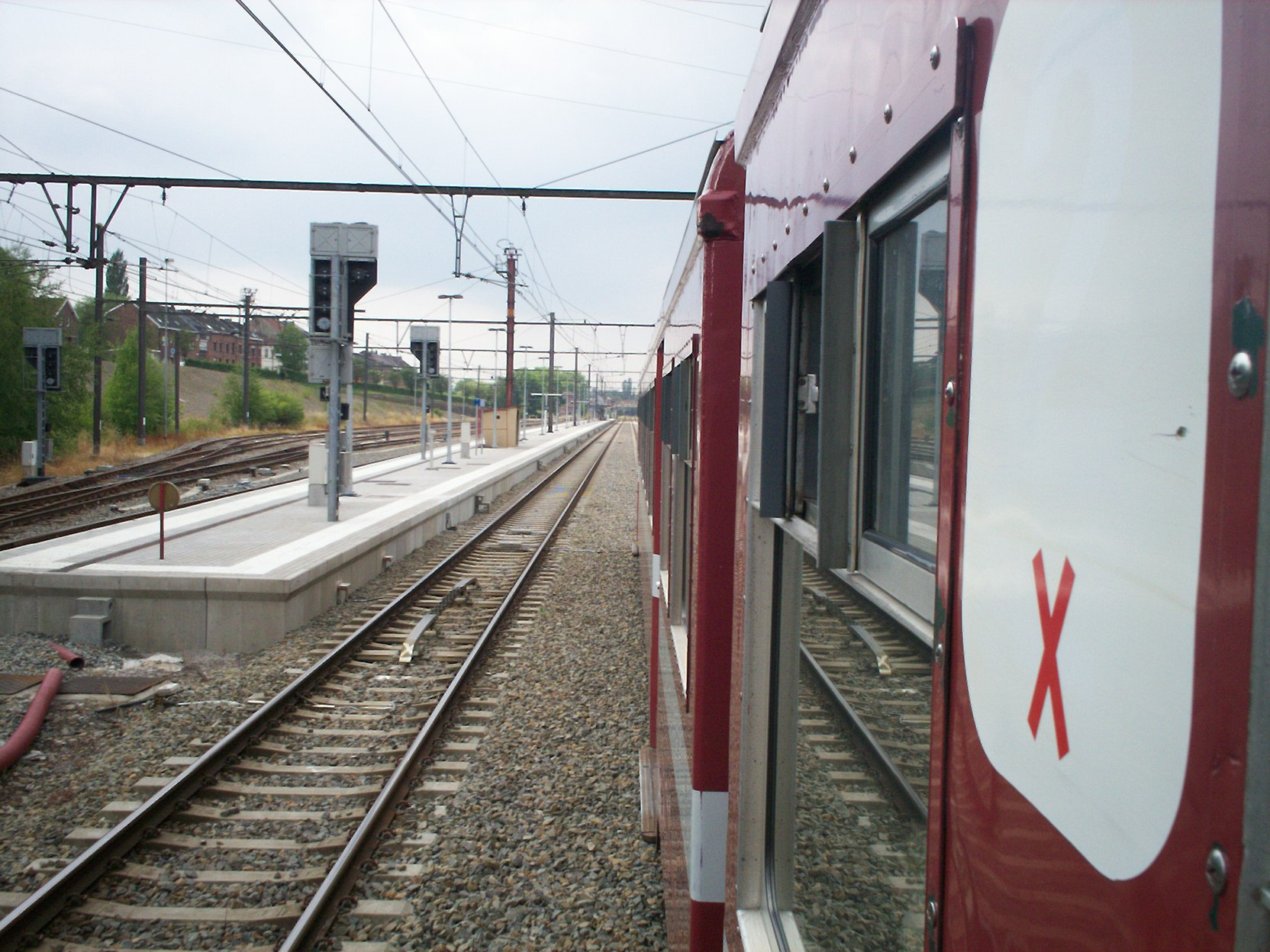
Train pour Aix-la-Chapelle.

## Comptage voyageurs
Ce graphique et tableau montre le nombre de voyageurs embarquant en moyenne durant la semaine, le samedi et le dimanche.
| Nombre de passagers qui embarquent à la gare de Welkenraedt | Nombre de passagers qui embarquent à la gare de Welkenraedt | Nombre de passagers qui embarquent à la gare de Welkenraedt | Nombre de passagers qui embarquent à la gare de Welkenraedt |
|                                                             | Semaine                                                     | Samedi                                                      | Dimanche                                                    |
| ----------------------------------------------------------- | ----------------------------------------------------------- | ----------------------------------------------------------- | ----------------------------------------------------------- |
| 1977                                                        | 1 117                                                       | 346                                                         | 538                                                         |
| 1978                                                        | 1 226                                                       | 424                                                         | 383                                                         |
| 1979                                                        | 1 151                                                       | 408                                                         | 475                                                         |
| 1980                                                        | 1 210                                                       | 467                                                         | 418                                                         |
| 1981                                                        | 1 307                                                       | 424                                                         | 447                                                         |
| 1982                                                        | 1 216                                                       | 475                                                         | 483                                                         |
| 1983                                                        | 1 230                                                       | 400                                                         | 390                                                         |
| 1984                                                        | 1 049                                                       | 377                                                         | 434                                                         |
| 1985                                                        | 923                                                         | 429                                                         | 596                                                         |
| 1986                                                        | 955                                                         | 363                                                         | 324                                                         |
| 1987                                                        | 893                                                         | 343                                                         | 357                                                         |
| 1988                                                        | 778                                                         | 303                                                         | 340                                                         |
| 1989                                                        | 818                                                         | 380                                                         | 305                                                         |
| 1990                                                        | 700                                                         | 296                                                         | 319                                                         |
| 1991                                                        | 918                                                         | 378                                                         | 372                                                         |
| 1992                                                        | 844                                                         | 387                                                         | 378                                                         |
| 1993                                                        | 689                                                         | 305                                                         | 376                                                         |
| 1994                                                        | 837                                                         | 391                                                         | 338                                                         |
| 1995                                                        | 757                                                         | 365                                                         | 386                                                         |
| 1996                                                        | 822                                                         | 322                                                         | 309                                                         |
| 1997                                                        | 1 013                                                       | 335                                                         | 361                                                         |
| 1998                                                        | 1 107                                                       | 492                                                         | 475                                                         |
| 1999                                                        | 852                                                         | 346                                                         | 334                                                         |
| 2000                                                        | 1 040                                                       | 502                                                         | 241                                                         |
| 2001                                                        | 1 036                                                       | 322                                                         | 280                                                         |
| 2002                                                        | 1 049                                                       | 479                                                         | 458                                                         |
| 2003                                                        | 1 062                                                       | 757                                                         | 806                                                         |
| 2004                                                        | 1 079                                                       | 627                                                         | 517                                                         |
| 2005                                                        | 1 220                                                       | 840                                                         | 718                                                         |
| 2006                                                        | 1 376                                                       | 707                                                         | 726                                                         |
| 2007                                                        | 1 218                                                       | 716                                                         | 547                                                         |
| 2008                                                        | -                                                           | -                                                           | -                                                           |
| 2009                                                        | 1 256                                                       | 756                                                         | 530                                                         |
| 2010                                                        | -                                                           | -                                                           | -                                                           |
| 2011                                                        | -                                                           | -                                                           | -                                                           |
| 2012                                                        | 1 230                                                       | 606                                                         | 625                                                         |
| 2013                                                        | 1 478                                                       | 773                                                         | 681                                                         |
| 2014                                                        | 1 415                                                       | 770                                                         | 689                                                         |
| 2015                                                        | 1 703                                                       | 979                                                         | 1 068                                                       |
| 2016                                                        | 1 671                                                       | 1 202                                                       | 1 269                                                       |
| 2017                                                        | 1 639                                                       | 1 022                                                       | 913                                                         |
| 2018                                                        | 1 911                                                       | 1 958                                                       | 1 474                                                       |
| 2019                                                        | 1 755                                                       | 1 430                                                       | 1 004                                                       |
| 2020                                                        | 1 062                                                       | 744                                                         | 649                                                         |
| 2021                                                        | -                                                           | -                                                           | -                                                           |
| 2022                                                        | 1 608                                                       | 1 867                                                       | 1 117                                                       |
| 2023                                                        | 1 971                                                       | 1 126                                                       | 1 145                                                       |
| 2024                                                        | 1 875                                                       | 1 381                                                       | 1 344                                                       |